# L'Excommunication de Robert le Pieux
L'Excommunication de Robert le Pieux est un tableau peint par Jean-Paul Laurens en 1875 et conservé au musée d'Orsay.
Il représente l'excommunication de Robert II de France. Il est acquis par l'État en 1875, qui l'expose au musée du Luxembourg, jusqu'en 1929, où il est transféré au musée du Louvre. Il appartient aux collections du musée d'̈Orsay depuis 1982.

## Analyse
Le peintre représente le moment qui suit l'excommunication de Robert II, dit le Pieux. Cette excommunication vient de son refus de répudier sa seconde femme, Berthe - le pape s'oppose au mariage en invoquant la parenté temporelle (ils sont cousins) et spirituelle (Robert est le parrain d'un des fils de Berthe) des deux époux. Alors que les représentants de la papauté sortent de la salle du trône, Robert et Berthe fixent le vide, en proie à leur dilemme. Le sceptre royal gît à terre, et le cierge qui a été soufflé et posé à terre, comme le prévoit le rituel d'excommunication, fume encore.
Laurens dans cette peinture montre l'étendue de sa connaissance de l'architecture médiévale (le portail par lequel sortent les évêques), et représente l'intransigeance religieuse d'autrefois.